# Колібрі зеленочеревий
Колі́брі зеленочеревий (Colibri serrirostris) — вид серпокрильцеподібних птахів родини колібрієвих (Trochilidae). Мешкає в Південній Америці.

## Опис

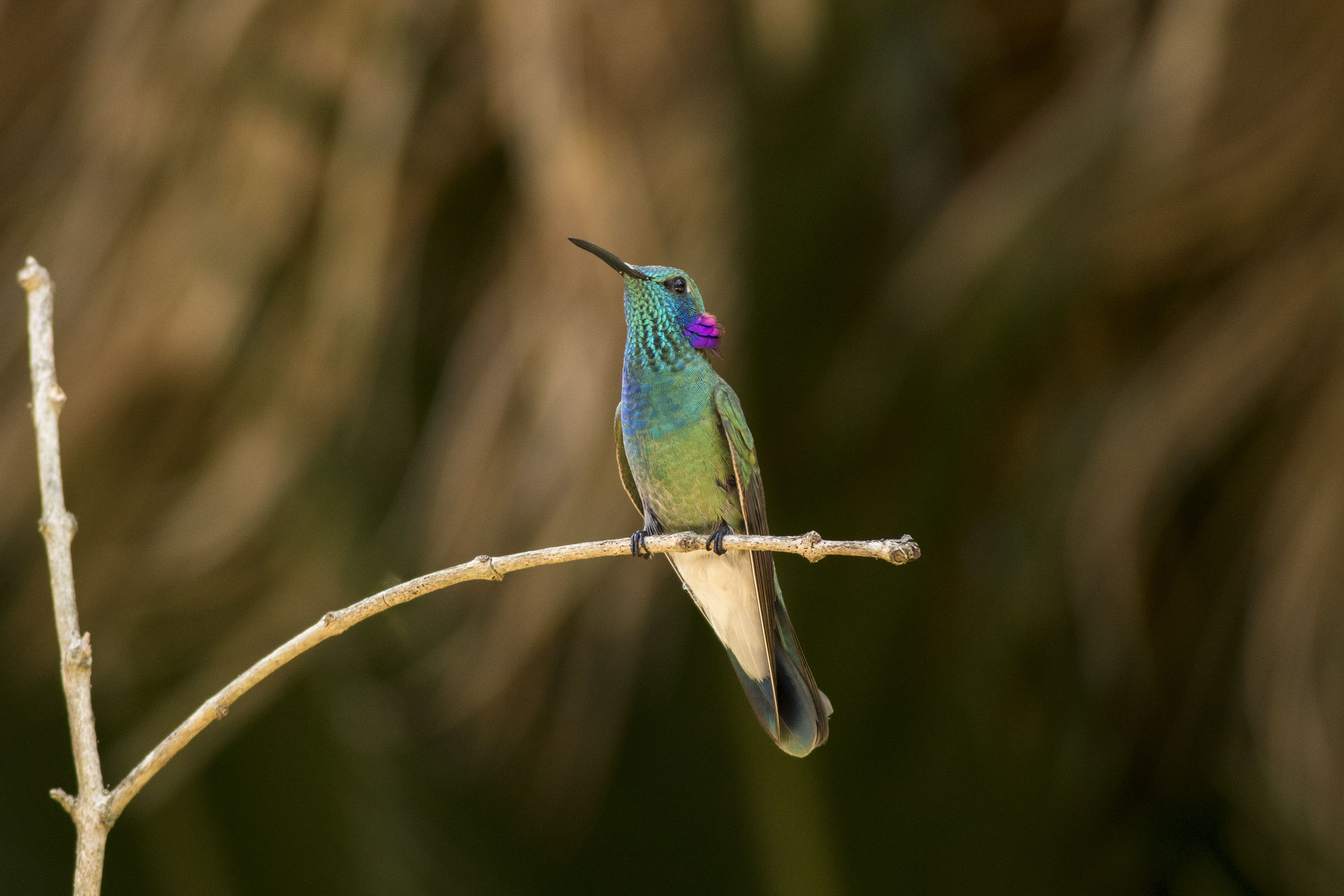
Зеленочеревий колібрі

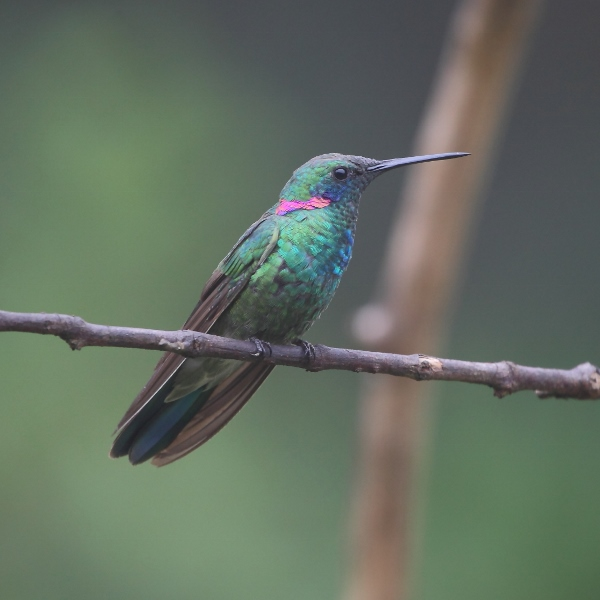
Самець зеленочеревого колібрі (Сан-Луїс-ду-Парайтінга, штат Сан-Паулу, Бразилія)

Довжина птаха становить 11-13 см, вага 5,6-6,8 г. У самців верхня частина тіла темно-зелена з легким синьо-зеленим відтінком. Горло зелене, блискуче, решта нижньої частини тіла синьо-зелена. На скронях блискучі аметистово-фіолетов плями. Крила чорно-фіолетові. Хвіст синьо-зелений, довжиною 47 мм, з широкою сталево-синьою смугою на кінці. Нижні покривні пера хвоста білі. Самиці є дещо меншими за самців, забарвлення у них дещо менш яскраве, живіт у них сірий, пера на спині мають сірі краї, крайні стернові пера мають сіруваті кінчики.

## Поширення і екологія
Зеленочереві колібрі мешкають в Бразилії (від Мату-Гросу на схід до Гояса, Баїї і Еспіріту-Санту і на південь до Санта-Катарини), на східних схилах Анд в Болівії і Аргентині (на південь до Кордови) і в Парагваї. Вони живуть в саваннах серрадо, чагарникових заростях, на луках, в парках і садах. Зустрічаються на висоті від 1000 до 1500 м над рівнем моря, в Андах на висоті до 3600 м над рівнем моря.
Зеленочереві колібрі живляться нектаром різноманітних квітучих рослин, а також комахами, яких ловлять в польоті. Сезон розмноження в Бразилії триває з вересня по березень. Гніздо чашоподібне, робиться з рослинних волокон і павутиння, зовні покривається лишайниками, прикріплюється до гілки, на висоті 1 м над землею. В кладці 2 яйця. Інкубаційний період триває 15-16 днів, пташенята покидають гніздо через 22-25 днів після вилуплення.